# Perro de tiro

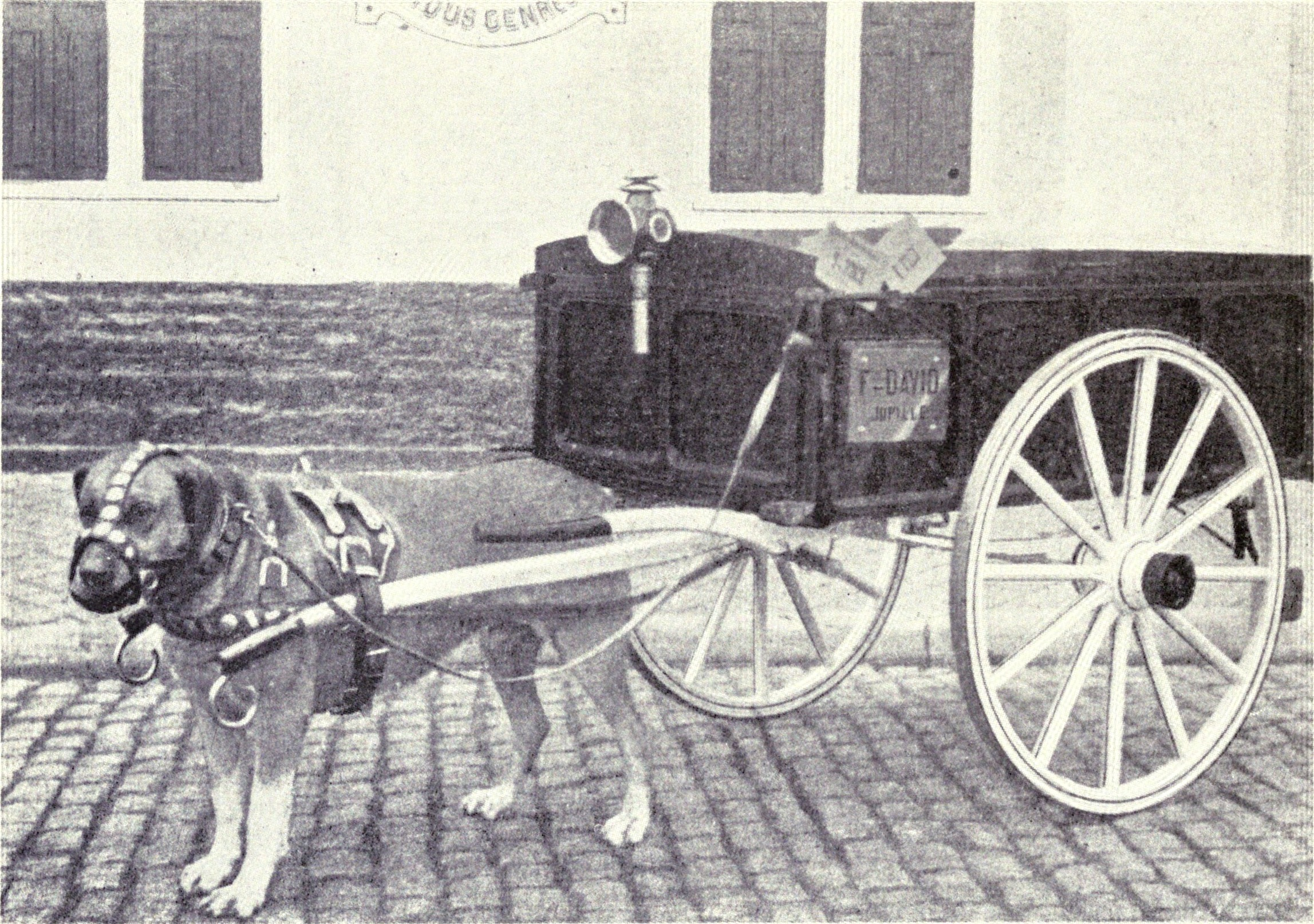
Perro belga, 1915

Un perro de tiro o perro de tracción es un perro criado y utilizado para la tracción. Los perros criados para este trabajo tiene complexiones fuertes. Todo los perros de tiro tienen calidades como fuerza y determinación. Perros de tiro son del grupo Moloso los cuáles son perros fuertes.

## Razas

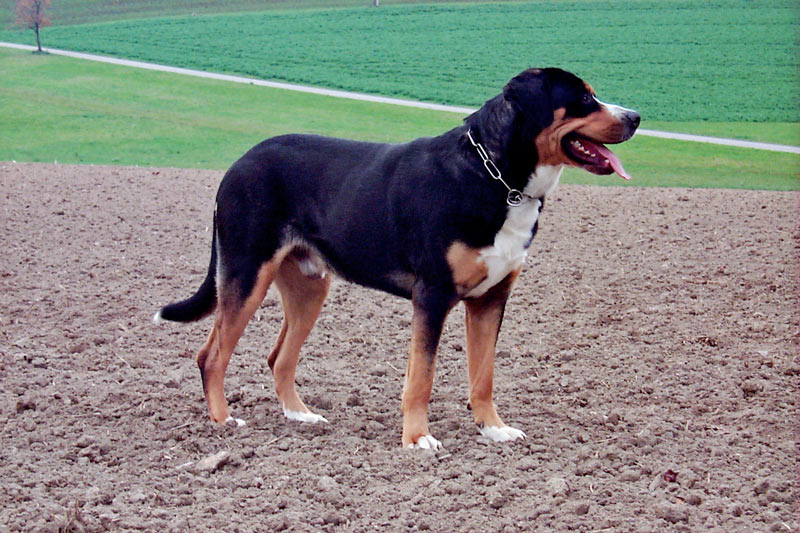
Un perro Gran boyero suizo. Una raza de tiro.

Estas razas de perros son algunos de los perros de trabajo sabidos para tracción:
- Gran boyero suizo
- Boyero de Berna

- Boyero de Entlebuch
- Boyero de Appenzell
- Leonberger
- Perro belga de tracción
- Terranova
- Rottweiler
- San bernardo